# Ортон, Бет
Эли́забет Кэ́ролайн «Бет» О́ртон (англ. Elizabeth Caroline «Beth» Orton; 14 декабря 1970, Дерэм, Норфолк, Англия, Великобритания) — британская певица, автор песен, гитаристка и актриса.

## Биография
Родилась 14 декабря 1970 года в Дерэме (графство Норфолк, Англия, Великобритания) в семье архитектурного чертёжника и художницы и политика. В 1981 году родители Бет развелись и она, вместе со своими двумя братьями, осталась с матерью. Отец Ортон умер вскоре после развода с женой, а её мать умерла от рака в 1989 году.

## Карьера
Начала музыкальную карьеру в 1993 году и к 2012 году выпустила шесть студийных музыкальных альбома:
- Superpinkymandy (1993)
- Trailer Park (1996)
- Central Reservation (1999)
- Daybreaker (2002)
- Comfort of Strangers (2006)
- Sugaring Season (2012)
- Weather Alive (2022)

В 2001 году Бет сыграла роль Рокет в фильме «Софлендер: Дневник отчаянного музыканта». В 2006—2012 года Ортон появилась в двух эпизодах шоу «Позднее шоу Дэвида Леттермана».

## Личная жизнь
В 2000-х годах состояла в фактическом браке. В этих отношениях Ортон родила своего первенца — дочь Нэнси (род. в декабре 2006 года). С 2011 года замужем за музыкантом Сэмом Эмидоном (род.1981). В этом браке Ортон родила своего второго ребёнка — сына Артура Эмидона (род. 2011).

## Фильмография
| Год  |   | Русское название                     | Оригинальное название | Роль       |
| ---- | - | ------------------------------------ | --------------------- | ---------- |
| 2002 | с | Зачарованные /13-я серия 5-го сезона | Charmed               | Бет Бортон |